# TS Galaxy FC
Tim Sukazi Galaxy Football Club w skrócie TS Galaxy FC – południowoafrykański klub piłkarski grający w południowoafrykańskiej pierwszej lidze, mający siedzibę w mieście Kameelrivier.

## Sukcesy
- Puchar Południowej Afryki[1]:
  - zwycięstwo (1): 2018/2019

## Występy w afrykańskich pucharach
| Sezon     | Rozgrywki           | Runda    | Kraj       | Klub                    | Dom | Wyjazd | Dwumecz |
| --------- | ------------------- | -------- | ---------- | ----------------------- | --- | ------ | ------- |
| 2019/2020 | Puchar Konfederacji | wstępna  | Seszele    | St Louis Suns United FC | 1–0 | 1–0    | 2–0     |
| 2019/2020 | Puchar Konfederacji | 1        | Madagaskar | CNaPS Sport             | 1–0 | 3–1    | 4–1     |
| 2019/2020 | Puchar Konfederacji | play-off | Nigeria    | Enyimba FC              | 1–2 | 0–2    | 1–4     |

## Stadion
Domowe mecze klub rozgrywa na stadionie o nazwie Kameelrivier Stadium w Kameelrivier. Stadion może pomieścić 11000 widzów.

## Reprezentanci kraju grający w klubie
Źródło.
| - Ethan Brooks - Melusi Buthelezi - Thabani Dube - Bevan Fransman - Zakhele Lepasa - Reneilwe Letsholonyane - Kamogelo Mahlangu - Terrence Mashego - Lindokuhle Mbatha - Mlungisi Mbunjana - Vuyo Mere - Thabo Nthethe | - Bernard Parker - Masilake Phohlongo - Sibusiso Vilakazi - Moshe Gaolaolwe - Ezekiel Morake - Thero Setsile - Felix Badenhorst - Justice Figuareido - Fiacre Ntwari - Myer Bevan - Rashid Mandawa - Chitiya Mususu |